# Attila Murat Aydın
Attila Murat Aydın (* 13. Juni 1970 in Heidelberg; † 13. Juni 2003 in Berlin-Köpenick; Pseudonym: Maxim, Mighty Maxim, the mighty und ehemals auch Hulk 271) war ein deutscher Graffiti-Künstler, Breakdancer, Beatboxer und Rapper türkischer Abstammung. Er gilt als einer der ersten Berliner Hip-Hop-Aktivisten und hat dort diese Kultur entscheidend mitgeprägt.

## Biografie
Aydın wurde in Heidelberg geboren, wuchs aber in Berlin-Lichterfelde auf, wo er mit etwa zwölf Jahren mit Breakdance in Kontakt kam. Er entdeckte kurz darauf die restlichen Elemente des Hip-Hop, vor allem Graffiti, und hatte mehr Interesse für die Kultur des Hip-Hop als für die Schule, die er mit 17 ohne Abschluss verließ. Er fing keine Ausbildung an und war zeitweise als Hundezüchter tätig. Nach seiner Heirat und der Geburt seines Sohnes zog er nach Berlin-Köpenick.
Er war zwischen 1985 und 2001 Gründer verschiedener Sprayer- (Writer-), Breakdance- und MC-Crews. Darunter befinden sich auch die 1988 gegründete MC-, B-Boy-, Writer- und DJ-Crew 36 Boys aus Berlin-Kreuzberg, die später als Jugendbande bekannt wurde, sowie die MC-Gruppe Islamic Force, mit der er mehrere Tonträger veröffentlichte. Laut dem Hip-Hop Magazin Backspin gehörte die 1987 von ihm gegründete B-Boy- und Writer-Crew „Glorious Five Artists (GFA)“ zu den besten Writer-Crews Europas. Weitere Crews sind das weltweit einzige elfstimmige Beatbox-Orchester Oralic Sound Machines, welches er gemeinsam mit Dj Mesia 2001 gründete und die Breakdancecrew Battle Bunch (2000). Ebenso war er Miterfinder der Beatboxmeisterschaft, die sich bis nach Australien ausgebreitet hat.
Maxim trat vorwiegend live auf. 2002 veröffentlichte er das Tape Floorwars, das hauptsächlich Liveaufnahmen und Beats enthielt und dem weitere Tonträger folgen sollten.
Am Tag seines 33. Geburtstages wurde er nach einem Streit zwischen seiner Ehefrau und einem 76-Jährigen durch diesen tödlich verletzt. Der Rentner hatte seine Frau des Diebstahls beschuldigt. Sein Tod und der Freispruch des Rentners sorgten für großes Aufsehen. Der Freispruch des 76-Jährigen – mit der Begründung, dieser sei mit der Situation überfordert gewesen – sorgte bei der Urteilsverkündung für Tumulte und wurde seitens verschiedener Gruppierungen kritisiert. Nachdem gegen das Urteil Revision eingelegt wurde, sollte das Urteil durch den Bundesgerichtshof geprüft werden. Maxim galt als Integrationsfigur und engagierte sich zeitlebens u. a. stark gegen Gewalt.
Zum Gedenken an Maxim, sein Schaffen und zur Unterstützung seiner Ehefrau und seines Sohnes wurde mehrfach der „Maxim Memorial Jam“ veranstaltet, bei dem unter anderem Kool Savas, Spezializtz, Eko Fresh und die Flying Steps auftraten. 2005 wurde das „Memorial Jam“ von den Organisatoren abgesagt, da Bushido, der sowohl einer der Hauptkünstler als auch Mitorganisator der Veranstaltung war, in Österreich verhaftet wurde. Im Dezember des gleichen Jahres erschien der Maxim Memorial Sampler, auf dem zahlreiche Künstler, wie Fler, Sido, B-Tight, Jack Orsen, Taktloss, Eko Fresh, Kool Savas oder Amar vertreten waren. Viele der Stücke weisen einen direkten persönlichen Bezug zu Maxim auf. Der Rapper Fler veröffentlichte den Track Warum bist Du so?, zusammen mit Sido und B-Tight hatte er bereits vorher den Song Maxim ist King  veröffentlicht.